# Jean-Noël Chaléat
Jean-Noël Chaléat est un musicien et compositeur français né le 27 décembre 1946 à Valence. Issu d'une famille assez stricte mais mélomane, il apprend le piano enfant. Après son BEPC et les Beaux-Arts, il jouera dans les bals. Il y rencontrera des musiciens accompagnant Claude François, Johnny Hallyday et Alain Chamfort.
Il a notamment travaillé avec Françoise Hardy et  Alain Chamfort, sur certains de leurs albums et sur certaines chansons, dont le tube Manureva, sur un texte de Serge Gainsbourg. Il fut également dans une époque passée, membre du groupe "Les Ragga" avec le titre : - Les patins à roulettes sur 6 roues - en 1973.

## Titres composés pour Françoise Hardy
(les paroles de tous les titres suivants sont de Françoise Hardy)
- 1986 : VIP et Jamais synchrones.
- 1988 : album Décalages[5] : Dilettante, Avec toute ma sympathie, Je suis de trop ici, Une miss s'immisce et La Sieste.
- 1989 : compilation Vingt ans, vingt titres : En résumé, en conclusion.
- 1996 : album Le Danger : Un peu d'eau et Regarde-toi.

## Collaboration avec Alain Chamfort
En 1977, Jean-Noël Chaléat collabore notamment à la réalisation de l'album Rock'n rose, sur des textes de Serge Gainsbourg. En 1978, Chamfort et Chaléat publient le single Araxis Space Ship sous le pseudonyme commun « Araxis ». En 1979 sort Géant qui deviendra un classique de Chamfort, que ce dernier compose avec Chaléat sur un texte de Jean-Michel Rivat. Il s'agit de l'un des cinq titres de l'album Poses composés par Chamfort et Chaléat.